# Sedorolis simplex
Sedorolis simplex là một loài chân đều trong họ Serolidae. Loài này được Bruce miêu tả khoa học năm 2009.